# 917
917(구백십칠)은 916보다 크고 918보다 작은 자연수다.

## 수학
- 합성수로, 그 약수는 1, 7, 131, 917이다. 진약수의 합은 139이므로, 917은 부족수다.
- {\displaystyle 917=173+179+181+191+193}
  - 연속하는 소수(素數) 5개의 합으로 나타낼 수 있으며, 이 성질을 지닌 앞의 수는 891, 다음 수는 941이다.
- {\displaystyle 917=12^{2}+17^{2}+22^{2}}
  - 공차가 5인 세 자연수의 제곱합으로 나타낼 수 있는 수다. 이 성질을 지닌 앞의 수는 818, 다음 수는 1022이다.
- {\displaystyle 78^{10}-1}은 917로 나누어떨어진다.

## 과학·기술
- NGC 917: 삼각형자리 방향에 있는 나선은하.
- 포르쉐 917(영어판)

## 교통

### 철도
- 서울 지하철 9호선 노량진역의 역번호.

### 도로
- 917번 지방도: 경상북도 영양군 석보면 화매리에서 울진군 매화면 덕신리까지 이어지는 대한민국의 지방도.
- 917번 홋카이도도(일본어판)

## 문화유산
- 대한민국의 보물 제917호: 배자예부운략 목판

## 기타
- 날짜: 9월 17일
- 연도: 917년, 기원전 917년